# Mother’s Milk
Mother’s Milk – czwarty album studyjny grupy Red Hot Chili Peppers. Został wydany 22 października 1989, a jej producentem jest Michael Beinhorn. Nakręcono teledyski do piosenek: „Knock Me Down”, „Higher Ground” i „Taste The Pain”. Na tej płycie po raz pierwszy pojawił się gitarzysta John Frusciante, który zastąpił tragicznie zmarłego H. Slovaka.
Okładka do Mother’s Milk jest rekonstrukcją obrazu Hillela Slovaka.

## Lista utworów
1. „Good Time Boys” (Flea/Frusciante/Kiedis/Smith) – 5:02
2. „Higher Ground” (Wonder) – 3:23
3. „Subway to Venus” (Flea/Frusciante/Kiedis/Smith) – 4:25
4. „Magic Johnson” (Flea/Frusciante/Kiedis/Smith) – 2:57
5. „Nobody Weird Like Me” (Flea/Frusciante/Kiedis/Smith) – 3:50
6. „Knock Me Down” (Flea/Frusciante/Kiedis/Smith) – 3:45
7. „Taste the Pain” (Flea/Frusciante/Kiedis/Smith) – 4:32
8. „Stone Cold Bush” (Flea/Frusciante/Kiedis/Smith) – 3:06
9. „Fire” (Hendrix) – 2:03
10. „Pretty Little Ditty” (Flea/Frusciante/Kiedis/Smith) – 1:37
11. „Punk Rock Classic” (Flea/Frusciante/Kiedis/Smith) – 1:47
12. „Sexy Mexican Maid” (Peligro/Flea/Frusciante/Kiedis/Smith) – 3:23
13. „Johnny, Kick a Hole in the Sky” (Flea/Frusciante/Kiedis/Smith) – 5:12